# Sende
Sende ['zɛndə]  ist ein Ortsteil von Verl und ein Stadtteil von Schloß Holte-Stukenbrock im Kreis Gütersloh in Nordrhein-Westfalen.

## Geschichte
Die Bauerschaft Sende gehörte bis zu den Napoleonischen Kriegen zur Grafschaft Rietberg. Anschließend bildete Sende von 1807 bis 1813 eine Gemeinde im Kanton Neuenkirchen des Departements der Fulda im Königreich Westphalen. Die Gemeinde kam 1816 zum neuen Kreis Wiedenbrück in der preußischen Provinz Westfalen. Dort gehörte die Gemeinde Sende bis 1969 zum Amt Verl. 1961 hatte Sende 4.484 Einwohner bei einer Fläche von damals 23,94 km². 
Durch das Gesetz zur Neugliederung des Kreises Wiedenbrück und von Teilen des Kreises Bielefeld wurde die Gemeinde Sende am 1. Januar 1970 aufgeteilt:
- Der südöstliche Teil wurde zusammen mit den Gemeinden Schloß Holte und Stukenbrock zur neuen Gemeinde (heute Stadt) Schloß Holte-Stukenbrock zusammengefasst.
- Der westliche Teil wurde neben anderen Gemeinden zur Bildung der neuen Gemeinde (heute Stadt) Verl herangezogen und bildet innerhalb dieser seitdem den Ortsteil Sende und zählt 336 Einwohner.[3]
- Der nordöstliche Teil (Wilhelmsdorf) wurde in die Stadt Sennestadt (am 1. Januar 1973 zu Bielefeld) eingegliedert. Dieser ehemalige Teil Sendes bildet zusammen mit Eckardtsheim einen geschlossenen Ort innerhalb des Bielefelder Stadtbezirks Sennestadt.[4]

## Geografie
Sende liegt auf einer Höhe von 110 m ü. NN am Westrand der Senne südwestlich des Teutoburger Waldes. Durch Sandabbau entstand der nordwestlich gelegene A2-See.

## Sportvereine
Einer der bekanntesten Vereine im Kreis Gütersloh ist der Sportverein Schwarz Weiß Sende, der Heimatverein des Bundesligaspielers Dieter Brei. Vor allem in der Kategorie Fußball verzeichnen alle Altersklassen große Erfolge, welche sie beim Ortsrivalen VFB Schloß Holte immer wieder unter Beweis stellen müssen. Doch auch die anderen Sportarten des Vereins sind sehr erfolgreich.

Wappen der ehemaligen Gemeinde Sende
Die ehemalige Gemeinde Sende liegt heute auf dem Gebiet dreier Kommunen